# Richard van Montfort
Richard van Montfort (circa 1065 - Conches-en-Ouche, november 1092) was van 1089 tot aan zijn dood heer van Montfort. Hij behoorde tot het huis Montfort-l'Amaury.

## Levensloop
Richard was de oudste zoon van heer Simon I van Montfort uit diens tweede huwelijk met Agnes, dochter van graaf Richard van Évreux. Na de dood van zijn oudere halfbroer Amalrik II werd hij in 1089 heer van Montfort.
In de oorlog tussen zijn oom Willem van Évreux en diens halfbroer Raoul II van Tosny om de erfopvolging van het graafschap, aangewakkerd door de vijandigheid tussen hun echtgenotes, koos hij de zijde van Willem. Vermoedelijk in november 1092 nam Richard deel aan de belegering van de burcht van Conches-en-Ouche, die in het bezit was van het huis Tosny. Hij werd geraakt door een pijl en sneuvelde.
Hij was ongehuwd en kinderloos en werd bijgezet in Épernon. Richard werd als heer van Montfort opgevolgd door zijn jongere broer Simon II.